# 昭南神社
昭南神社（日语：／ Shōnan Jinja）是第二次世界大战中日本军在日佔馬來昭南特別市（新加坡）麦里芝蓄水池建立的神社。1942年10月竣工，1945年8月日本投降後拆除。

## 前身
1922年2月11日，英国海峡殖民地新加坡的橡膠園老闆大平源四在湯申路變為湯申路上段附近的自家橡膠園建造「照南神社」。祭神為天照大神，永田重彥充任名義神官。戰前日僑稱之「大神宮」，在新年、七五三、婚禮等時機來此参拜。
1942年2月，日本軍剛佔領新加坡，第25軍參謀林忠彥少佐表彰當時在日僑家中擔任家務工，戰亂時將家祠神體移至安全處所的兩名馬來人，並問市職員：「戰前新加坡神社與祠是如何管理的？」職員說：「現在剛佔領，忙著修理電氣水道，恢復市内秩序，顧不了神社。」林表現出「狂熱信徒特有的驚人憤怒樣貌」，怒斥：「你們沒有品性。顧不了神社是怎麼回事？恢復秩序是為了甚麼？大家快快商量具體辦法。」

## 興建

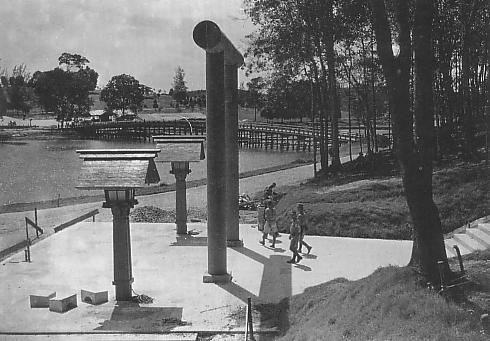
1942年將近完工的神社

不久照南神社擴建，新加坡郊外麦里芝蓄水池西端新加坡島嶼俱樂部高爾夫球場一帶新建「昭南神社」的計畫發表。
柔佛蘇丹向軍政監部財務部捐贈5000元以建造神社。
軍司令部命令橫山部隊興建神社，建造時間自1942年5月至10月，動用2萬名盟軍戰俘。旱季即將結束時，橫山部隊調往緬甸參加英帕尔战役，田村部队（工兵第5連隊）接手施工。神社完工後，橫山工兵大佐獲譽「造園天才」。但橫山部隊士兵待俘虜以高壓暴力，評價不佳；田村部隊將兵態度與其他日本軍部隊差異很大，待俘虜較好，受俘虜感謝。
1942年10月，昭南神社竣工。從高爾夫球場會所一側穿過球場铺有参道，從西邊流入蓄水池的溪流好似五十鈴川，其上架有漆紅色的太鼓橋（拱桥的一种），橋前後有鳥居，地面铺有碎石，桥后铺设有石阶。拜殿與本殿用日本內地运来的柏木建造。

## 活動

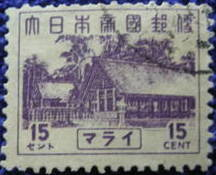
昭南神社郵票，所绘为社殿

建成後，神社的管理權移至昭南特別市，中村社司與本田神職自內地赴任，在1942年11月的佳日舉行“昭南神社遷宮祭”。大達茂雄市長為齋主，寺内寿一南方軍總司令官進奉玉串料，之後當地各團體代表參拜。
遷宮祭後，神社向一般人開放，與山下奉文同白思華會見處福特汽車工廠等一同成為戰地考察路線，有許多日本人及當地人訪問。
第25軍軍政監部請馬來亞、蘇門答臘各州蘇丹到新加坡開會，官方承認蘇丹的伊斯蘭教首長地位、尊嚴與財產所有權利。1943年1月20日開會前，馬來亞、蘇門答臘各州蘇丹參與訪問昭南神社，第25軍司令官齋藤彌平太中將卻令信奉伊斯兰教的蘇丹參拜昭南神社。
1943年2月15日，新加坡陷落一週年紀念與鎮座祭一同盛大舉行。

## 破壞
篠崎 (1976，第205頁)稱1945年8月18日第7方面軍司令官板垣征四郎大將麾下的部隊長、昭南軍政監部與市政廳幹部投降，翌日起忠靈塔與昭南神社遭爆破拆除；而據新加坡日本人會史蹟史料部 (2004，第167頁)，記載稱為了避免佔領後英軍褻贖神明，是由建立神社的軍隊自己爆破。Van Cuylenburg (1988，第212—213頁)稱昭南神社解放時由盟軍廓爾喀兵破壞，據Lee (2007，第102頁)，則稱由解放軍破壞。

## 舊址
日本投降後，關押同盟國戰俘的抑留所得到解放，關停的高爾夫球場再度開放。
2002年，新加坡国家文物局指定昭南神社遗址为国家历史遗迹，但不加以维护或发展。2015年时通往拜殿的石阶、手水鉢的遺構仍然殘留:10。目前當地已經被叢林淹沒。

### 引用
1. ↑  新加坡日本人會史蹟史料部 2004，第30頁.
2. 1 2 3  新加坡日本人會史蹟史料部 2004，第167頁.
3. ↑  篠崎 1978，第62頁.
4. 1 2  津吉 1953，第111頁.
5. 1 2  津吉 1953，第111—112頁.
6. 1 2  許 1986，第230頁.
7. 1 2  二松 1987，第78—81頁.
8. ↑  篠崎 1976，第212頁.
9. ↑  二松 1987，第77—78, 80頁.
10. 1 2  篠崎 1976，第212-213頁.
11. ↑  二松 1987，第79頁.
12. 1 2 3  篠崎 1976，第213頁.
13. ↑  Edwards 1992，第70—71頁.
14. ↑  二松 1987，第80頁.
15. ↑  津吉 1953，第112頁.
16. 1 2  篠崎 1978，第63頁.
17. ↑  篠崎 1978，第64頁.
18. 1 2 3  篠崎 1976，第214頁.
19. ↑  津吉 1953，第113頁.
20. ↑  小田部 1988，第150—151頁.
21. ↑  小田部 1988，第151頁.
22. ↑  . NHK. 1943-02-24  [2021-10-07]. （原始内容存档于2021-10-07） （日语）.
23. ↑  Lee, Gracie. . eresources.nlb.gov.sg.   [2022-03-18]. （原始内容存档于2022-04-25）.
24. ↑  稻宮康人. .  (神奈川大学日本常民文化研究所 ). 2016-09-30, 36  [2021-10-07]. ISSN 1348-8139. （原始内容存档于2021-10-08） （日语）.
25. ↑  老鹰. . 2021-10-01  [2025-03-25]. （原始内容存档于2023-12-07） （美国英语）.

### 來源
- Lee, Geok Boi. Singapore Heritage Society , 编.  . 由越田稜翻译. 凱風社. 2007. ISBN 9784773631029.
- 新加坡日本人會史蹟史料部.  . 新加坡日本人會（日语：シンガポール日本人会）. 2004-05-21.
- Edwards, Jack.  . 由薙野慎二; 翻译. 径書房. 1992-07-10. ISBN 4770501102.
- 小田部雄次（日语：小田部雄次）.  . 青木書店. 1988. ISBN 4250880192.
- Van Cuylenburg, John Bertram.  . 幻想社. 1988. ISBN 4874680550.
- 二松卿彥.  .  (新加坡日本人會). 1987: 74—82.
- 許雲樵; 蔡史君 (编). 由田中宏; 福永平和翻译.  .  (青木書店). 1986: 227—235. ISBN 4250860280.
- 篠崎護（日语：篠崎護）.  .  (新加坡日本人會). 1978: 57—79.
- 篠崎護.  . 原書房. 1976.
- 津吉英男. 田村吉雄 , 编.  .  (富士書苑). 1953: 108—120.